# Friedrich Wilhelm von Rohdich
Friedrich Wilhelm von Rohdich (* 22. Februar 1719 in Potsdam; † 23. Januar 1796 in Berlin) war ein preußischer General der Infanterie sowie Geheimer Staats- und Kriegsminister. Mit seinem Testament hinterließ er sein Vermögen einer Stiftung, die noch heute unter dem Namen von Rohdich’scher Legatenfonds Hilfe für Soldaten und zivile Mitarbeiter der Bundeswehr leistet.

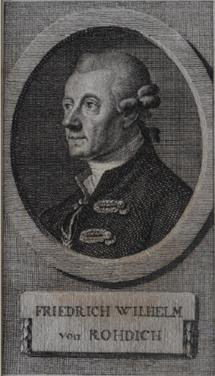
Kupferstich-Porträt von Friedrich Wilhelm von Rodich (um 1790)

In einer Zeit, in der soziale Einrichtungen Mangelware waren, leistete der preußische General Pionierarbeit für den Dienst am Nächsten: Friedrich Wilhelm von Rohdich vermachte kurz vor seinem Tod 1796 sein Vermögen, welches im Wesentlichen aus einem Palais am Quarree, dem heutigen Pariser Platz in Berlin bestand, dem Grenadiergarde-Bataillon.

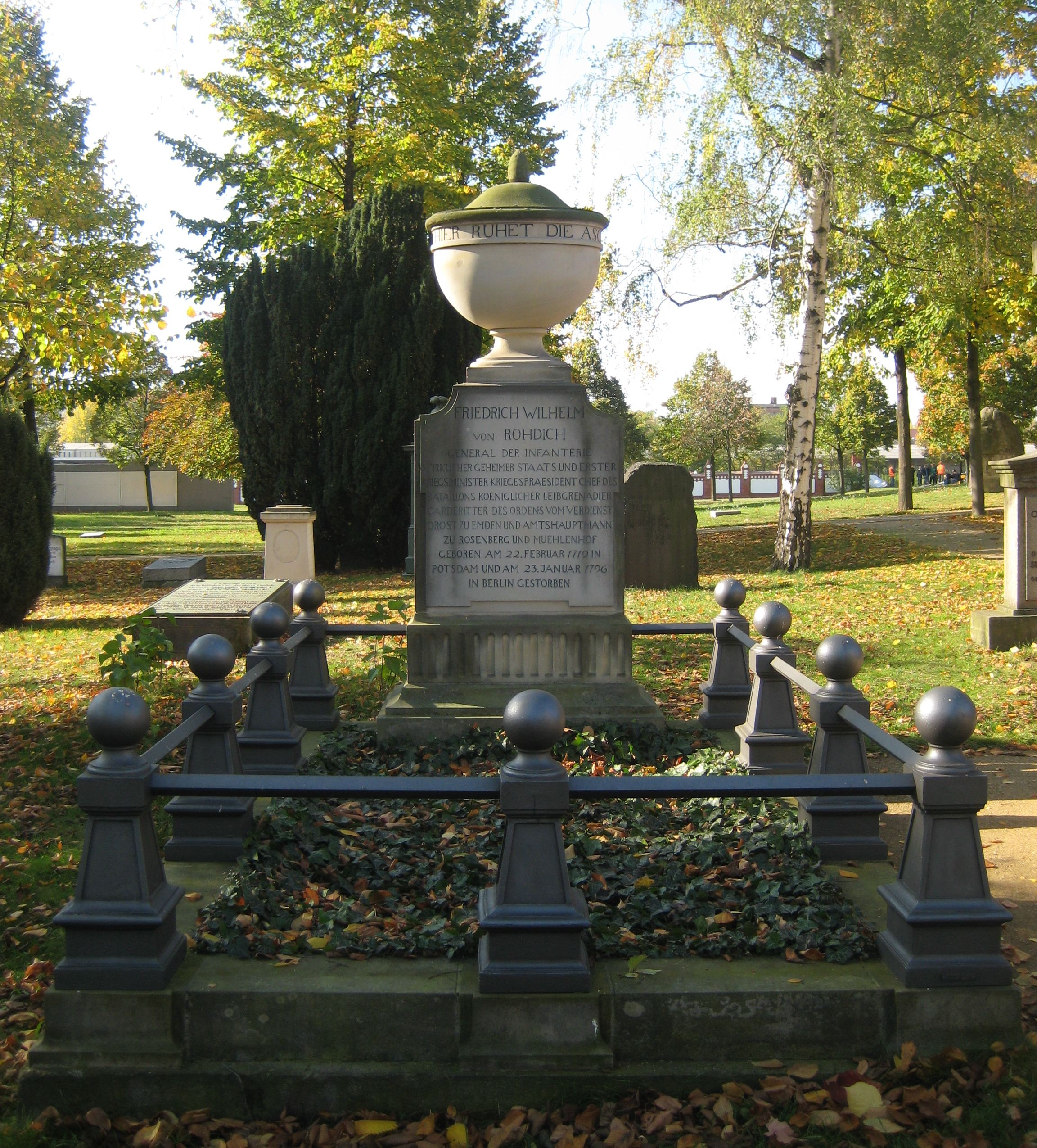
Grabstätte auf dem Invalidenfriedhof, Berlin

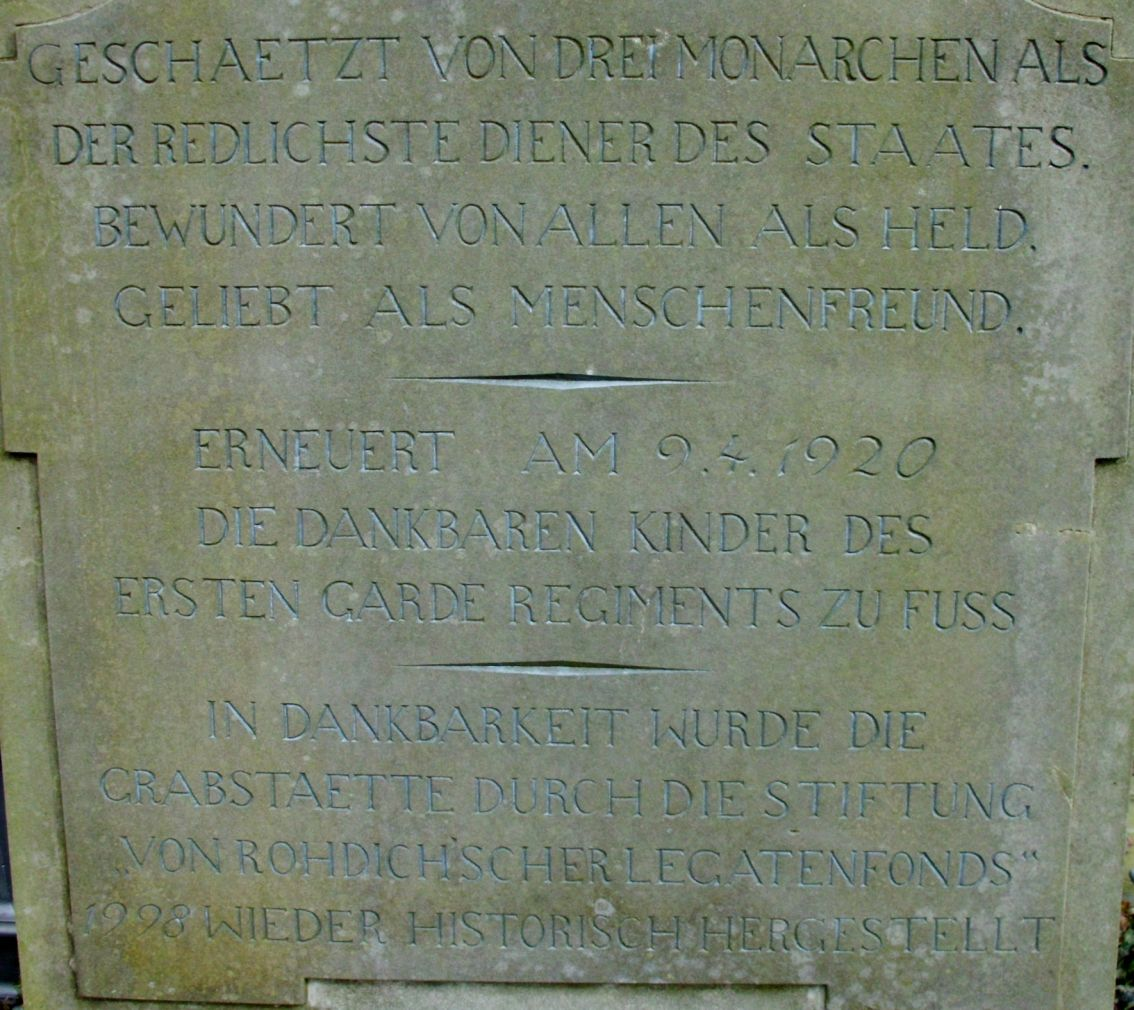
Grab von Friedrich Wilhelm von Rohdich – Inschrift der Stiftung auf der Rückseite des Grabmals

Das Legatenhaus am Pariser Platz 3

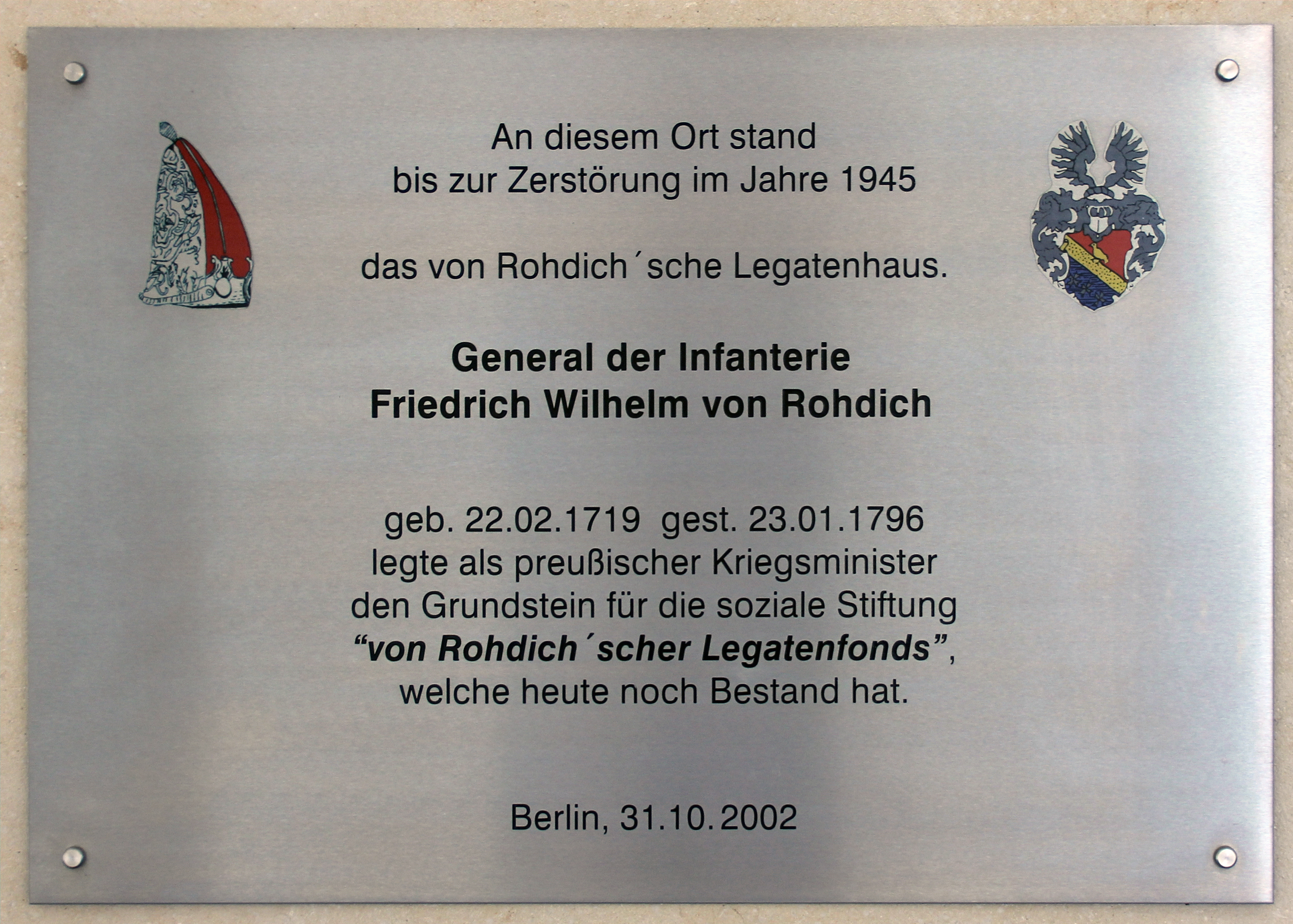
Gedenktafel am Haus, Pariser Platz 3, in Berlin-Mitte

## Leben
Friedrich Wilhelm war der Sohn von Friedrich Johann Bernd Rohdich († 7. November 1759) und dessen Ehefrau Dorothea, geborene Beaters. Der Vater hatte zunächst unter König Karl XII. von Schweden gedient, wurde 1715 in Stralsund gefangen genommen und trat dann als Feldwebel in die Garde der Preußischen Armee ein. Zuletzt war er Kapitän und Kommandeur des Werderschen Invalidenkorps.
Rohdich besuchte von 1734 bis 1736 das Joachimsthalsche Gymnasium und wurde anschließend bei der Leibkompanie des Königs Friedrich Wilhelm I. angestellt. 1737 trat er dann als Unteroffizier in das Infanterieregiment „König“ über. Für seine Verdienste in der Schlacht bei Prag wurde er im Mai 1757 mit dem Orden Pour le Mérite ausgezeichnet und erhielt außerdem eine Präbende beim Stift St. Peter und Paul zu Magdeburg.
Sein tapferes und umsichtiges Verhalten in verschiedenen Feldzügen führte dazu, dass er rasch Karriere machte. 1775 wurde er Drost zu Emden und folgte 1776 dem verstorbenen von Düringshofen als Generalinspekteur der Regimenter in Westfalen und als Amtshauptmann am Mühlenhof nach.
Als Kommandant von Potsdam widmete er sich vor allem der Jugendfürsorge, dem Aufbau der Garnisonschule und der Verbesserung des Erziehungsheims für arme Offiziertöchter. Später wurde er Direktor des Potsdamer Großen Militärwaisenhauses. Darüber hinaus leitete er weitere königliche Einrichtungen.
Friedrich Wilhelm von Rohdich war ein aktives Mitglied im Bund der Freimaurer, er gründete 1726 u. a. eine militärische Feldloge und 1763 die Loge „Der Diamant“ in Berlin, welche ein Vorläufer der Loge „Minerva“ bei Potsdam war.

## Testamentarische Verfügung
Rohdich war mit Friederike Karoline von Hoffmann, geschiedene von Oesfeld (1748–1806) verheiratet. Seine Ehe blieb aber kinderlos. Am 21. Januar 1796 diktierte der General der Infanterie und preußische Kriegsminister sein Testament und verfügte damit das grundlegende Statut der Stiftung.
„Die Einkünfte meines Hauses mit den Mobiliarstücken, welches und welche ich meinem unterhabenen Grenadiergarde-Bataillon unter den vorstehenden Bedingungen vermacht habe, sollen, wie ich hierdurch festsetze und bestimme, zu ‚ewigen Zeiten‘ zur Erziehung der Kinder des genannten Bataillons einzig und allein Verwendung finden.“
Rohdich verstarb in Berlin und wurde auf dem Invalidenfriedhof beigesetzt.

## Der Fonds 1796–1918
Fortan wurde das „von Rohdich’sche Legatenhaus“, Pariser Platz 3 in Berlin, vermietet und mit dem Erlös die Erziehung der Kinder von Bataillonsangehörigen finanziert. Nach Auflösung des Grenadiergarde-Bataillons (No. 6) im Jahr 1806 (nach der Schlacht bei Jena und Auerstedt) wurden vom 24. Oktober 1806 bis 5. Dezember 1808 während der Berliner Besatzungszeit durch die Franzosen Zahlungen aus dem von Rohdich’schen Erbe unterbrochen. Ab 1808 wurde die Garde zu Fuß mit zwei Bataillonen Nutznießer. Mit der Aufstellung eines III. Bataillons erfolgte 1809 die Umbenennung in Garderegiment zu Fuß. Den endgültigen Namen 1. Garde-Regiment zu Fuß erhielt das Regiment am 19. Juni 1813. Die Verwaltung des Vermögens nahm ab 1824 eine Immediatenkommission des Regiments wahr. 1880 wurden der Stiftung die Rechte einer juristischen Person zuerkannt.

## Der Fonds 1918–1951
Nach Auflösung des Regiments im Jahre 1918 folgte 1921 die Übergabe der Tradition an das zwischenzeitlich aufgestellte 9. (Preußisches) Infanterie-Regiment. Im selben Jahr gründeten die Ehemaligen des 1. Garde-Regiments zu Fuß und die Angehörigen des Regiments den „Semper talis Bund“ (StB). Die Verwaltung des „von Rohdich’schen Legatenfonds“ übernahmen Offiziere und Unteroffiziere des Regiments und StB sowie zwei Angehörige des preußischen Staatsministeriums. Die Geschäftsführung wurde einem Feldwebel des 9. Infanterie-Regiments übertragen.
Eine hohe Wertsteigerung des Berliner Grundstücks und der damit gestiegene Mieterlös ermöglichten den Erwerb von drei weiteren Immobilien in Potsdam. Bis 1945 konnte jedes Kind eines Unteroffiziers, Mannschaftsdienstgrades und Beamten des mittleren Dienstes des Traditionsregiments IR 9 mit einer monatlichen Ausbildungsbeihilfe von je 30 Mark unterstützt werden.
Das Ende des Zweiten Weltkriegs bedeutet auch für den Fonds eine Zäsur. Zwar bemühten sich Stiftungsvorstand und Semper talis Bund um eine Fortsetzung des sozialen Wirkens, doch 1951 war es zunächst vorbei: Die Stiftung wurde durch die Behörden der DDR aufgelöst, deren Vermögen vom Staat eingezogen. Damit wollte man sich jedoch nicht zufriedengeben.

## 1953–1993
Dem 1953 in Essen wieder aktivierten Semper talis Bund oblag seit 1972 die Beweissicherung der Besitzansprüche auf die Vermögenswerte der Stiftung. Einer, der diesen jahrzehntelangen Prozess begleitet und gestaltet hat, ist Heinz-Günter Jansen, von 1972 bis 2010 Geschäftsführer des Semper-talis-Bundes und auch seit 1993 Geschäftsführer des von Rohdich’schen Legatenfonds. Im Beweissicherungsverfahren wurde festgestellt, dass der Semper talis Bund die Stiftung zu Recht vertritt. Schon 1961 war die Traditionspflege der vorgenannten Regimenter auf das Wachbataillon beim Bundesministerium der Verteidigung übergegangen.
Doch all diese Bemühungen wären nur Makulatur geblieben, wenn die Wiedervereinigung nicht unverhofft neue Voraussetzungen geschaffen und neue Chancen eröffnet hätte.

## 1993 bis heute
1993 widerrief das Bundesministerium der Verteidigung die Auflösung der Stiftung von 1951 und übernahm die Stiftungsaufsicht. Aus dem „Semper talis Bund“ ging ein eigener Vorstand des Legatenfonds hervor, bestehend aus drei aktiven und drei ehemaligen Soldaten des Wachbataillon beim Bundesministerium der Verteidigung sowie dem Geschäftsführer. Vorstandsvorsitzender ist seit 1995 Oberst d. R. Albrecht Schwabe. Ein langwieriges Restitutionsverfahren und ein Verwaltungsgerichtsverfahren in Berlin führten nicht zu der erhofften Rückübertragung des gesamten Stiftungsvermögens. Das Bundesministerium der Finanzen hat seinen Anspruch auf große Teile des Vermögens gerichtlich durchgesetzt. Durch eine Bank verfügbar gemachte Finanzmittel versetzten die Stiftung dennoch in die Lage, den Willen des Generals von Rohdich fortzuführen.

## Aufgaben der Stiftung
Seitdem wirkt die Stiftung, die mit dem Soldatenhilfswerk der Bundeswehr e. V. und dem Bundeswehr-Sozialwerk e. V. eine Kooperation eingegangen ist sowie korporatives Mitglied des Deutschen BundeswehrVerbandes e. V. ist, zum Wohle von Angehörigen der Bundeswehr. Die Liste der unterstützten Einrichtungen ist lang. Neben der Heinz-Volland-Stiftung (Mildtätige Stiftung des BundeswehrVerbandes) zählen dazu die oben genannten Einrichtungen, die Soldatentumorhilfe und die „Sorgenkinder in Bundeswehrfamilien“. Zahlreiche Unterstützungsleistungen kamen Angehörigen der Bundeswehr und ihren Familien zugute. Eine Anschubfinanzierung half, die Kindertagesstätte in der Berliner Julius-Leber-Kaserne einzurichten. Im Bundeswehrkrankenhaus der Hauptstadt entstand ein Sozialraum für Langzeitpatienten. Und die Stiftung rief ein Urlaubsprogramm ins Leben, um auch Kindern von weniger betuchten Eltern eine Erholungsreise zu ermöglichen. Beim Hochwasser der Elbe im August 2002 war die Unterstützung der Stiftung ebenfalls gefragt. Dabei konnte in etwa 200 Fällen gemeinsam mit den anderen Hilfsorganisationen der Bundeswehr geholfen werden. Natürlich sind die Einsatzgebiete traditionell der Berlin-Potsdamer und der Köln-Bonner Raum. Es können darüber hinaus auch aus der gesamten Bundeswehr Unterstützungsanträge beispielsweise über Vorgesetzte, die Sozialdienste oder die Militärpfarrer gestellt werden.
Auch lässt der Stiftungszweck es zu, unter dem Begriff „Förderung des Heimatgedankens“ die Instandsetzung oder Erneuerung von historisch wertvollem Gut zu fördern. So konnte unter anderem die stark beschädigte Grabstätte des Generals von Rohdich auf dem Invalidenfriedhof in Berlin originalgetreu wiederhergestellt werden. Durch vielfältige Maßnahmen ist es dem Stiftungsvorstand gelungen, die Stiftung in der Bundeswehr bekannt zu machen. 1997 ergab sich die Möglichkeit, ein Gebäude in enger Anbindung an die Julius-Leber-Kaserne anzumieten und 2007 käuflich zu erwerben. Später soll der Sitz der Stiftung, der derzeit in Köln ist, wieder nach Berlin zurückverlegt werden.